# Graziano Galatone
Graziano Galatone (Palagianello, 8 ottobre 1973) è un cantante e attore teatrale italiano.

## Carriera
Fra le numerose esperienze musicali e teatrali che lo hanno visto impegnato, oltre alle partecipazioni in fiction di successo come attore protagonista di puntata, l'artista è stato particolarmente apprezzato per aver interpretato dal 2002 fino ad oggi il capitano Phœbus de Châteaupers in Notre-Dame de Paris, nel 2003 il ruolo di Cavaradossi in Tosca - Amore disperato di Lucio Dalla. La sua collaborazione con Dalla prosegue e nel 2006 realizza l'arrangiamento di Disperato Erotico Stomp per la manifestazione "Notte della Taranta a Melpignano (LE) e successivamente scrive il brano Fiuto contenuto nell'album Angoli nel cielo cantato dallo stesso Dalla e con il Premio Oscar Tony Servillo. Dal 2006 fino ad oggi ha il ruolo di Lorenzo il Magnifico nell'Opera Il principe della gioventù di Riz Ortolani. Nel 2003 ricevette anche il premio nazionale Sandro Massimini dall'Associazione Nazionale dell'Operetta.
È autore di musiche e testi inediti.
Nel 2009 firma la pregevole interpretazione di Gioco di Bimba del gruppo rock progressivo italiano Le Orme riarrangiata da Massimiliano Annibaldi e incisa per la miniserie televisiva di Fox Crime Il mostro di Firenze.
In scena nel 2009 l'opera musical in due atti Bernadette, il miracolo di Lourdes, di cui Galatone è autore.
Svolge intensa attività artistica come concertista e docente di seminari e stages nelle materie di Musical e Musica Popolare. Come artista rivendica sempre la sua appartenenza alla terra di Puglia, dal punto di vista artistico e affettivo.
Il 18 giugno 2010 ha debuttato nel ruolo di Renzo Tramaglino ne I promessi sposi - Opera moderna su testi di Michele Guardì e musica di Pippo Flora, musical ispirato al romanzo di Alessandro Manzoni I promessi sposi. Nell'agosto di quello stesso anno fu a Villa Torlonia insieme all'amico e collega Giò Di Tonno per ricevere il Premio Persefone.
Nel 2015 debutta come Regista del prestigioso "Premio Valentino" conseguendo uno strepitoso successo per la buona riuscita della manifestazione.
Negli anni 2016-2017, 2019-2020 e 2022 veste nuovamente i panni di Phœbus de Châteaupers in Notre Dame de Paris con un grande ritorno del cast originale.
Nella stagione 2019-2020 conduce I fatti vostri su Rai 2 occupandosi della parte musicale sostituendo l'amico e collega Giò Di Tonno.
Da Febbraio 2024 ha diretto una nuova produzione italiana ufficiale di Shrek the Musical.

## Discografia
- 2001 - Notre Dame de Paris
- 2002 - Notre-Dame de Paris live Arena di Verona
- 2002 - Bella singolo da Notre-Dame de Paris
- 2002 - Cuore in me - Mi distruggerai doppio singolo da Notre-Dame de Paris
- 2003 - Tosca - Amore disperato
- 2007 - arrangiamento di Disperato Erotico Stomp singolo di Lucio Dalla da "La notte della Taranta"
- 2010 - I promessi sposi - Opera moderna
- 2016 - Notre Dame de Paris
- 2018 - Romeo e Giulietta - Ama e cambia il mondo
- 2019 - Notre Dame de Paris